# Adam Krużel
Adam Krużel (* 1954 in Padew Narodowa, Polen) ist ein polnischer Bariton.

## Leben
Nach einem Orgelstudium wechselte Krużel zum Gesang, studierte an der Musikhochschule in Wien und wurde am Opernstudio der Münchner Staatsoper engagiert. Nach  Gastspielen in München, Hamburg, Mannheim, Wiesbaden und Mainz gewann er 1986 den 1. Preis beim Robert-Stolz-Wettbewerb und wurde ein Jahr darauf in Mainz engagiert. Von dort wechselte er dann 1989 nach Oberhausen. Seit 1992 ist er festes Ensemblemitglied am Theater Regensburg, wo er Rollen  wie den Fliegenden Holländer, Don Giovanni, Germont (La traviata), Friedrich von Telramund (Lohengrin) oder Scarpia (Tosca) sang.
Krużel ist Vater von fünf Kindern und lebt mit seiner Frau in Regensburg.